# طارق شرفاوى
طارق شرفاوى (28 يونيو 1986 بسطيف في الجزائر - ) هو لاعب كرة قدم جزائري في مركز الدفاع.

## روابط خارجية
- طارق شرفاوى على موقع قاعدة بيانات كرة القدم.إي يو (الإنجليزية)
- طارق شرفاوى على موقع Soccerway.com (الإنجليزية)